# 水風戦
水風戦（みずふうせん）は、2011 - 2012年頃に日本で考案された球技。ボールとして水風船を使用する。
東日本大震災後、福島県に支援に訪れたボランティアによって考案され、2012年に競技団体が設立された。
5人で1チームを組み2チームが向かい合って水風船を投げ合う形で実施される。勝利条件は、(1)相手チームに水風船をあてて全員を濡らす、または(2)相手陣地のシャチの浮き輪を確保する、など